# New Baltimore (Pennsilvània)
New Baltimore és una població dels Estats Units a l'estat de Pennsilvània. Segons el cens del 2000 tenia 168 habitants.

## Demografia
Segons el cens del 2000, New Baltimore tenia 168 habitants, 66 habitatges, i 48 famílies. La densitat de població era de 202,7 habitants/km².
Dels 66 habitatges en un 31,8% hi vivien nens de menys de 18 anys, en un 65,2% hi vivien parelles casades, en un 4,5% dones solteres, i en un 25,8% no eren unitats familiars. En el 22,7% dels habitatges hi vivien persones soles el 12,1% de les quals corresponia a persones de 65 anys o més que vivien soles. El nombre mitjà de persones vivint en cada habitatge era de 2,53 i el nombre mitjà de persones que vivien en cada família era de 2,92.
Per edats la població es repartia de la següent manera: un 22,6% tenia menys de 18 anys, un 4,8% entre 18 i 24, un 30,4% entre 25 i 44, un 25% de 45 a 60 i un 17,3% 65 anys o més.
L'edat mediana era de 39 anys. Per cada 100 dones de 18 o més anys hi havia 109,7 homes.
La renda mediana per habitatge era de 30.000 $ i la renda mediana per família de 37.500 $. Els homes tenien una renda mediana de 27.500 $ mentre que les dones 22.031 $. La renda per capita de la població era de 14.552 $. Entorn del 8% de les famílies i el 5,8% de la població estaven per davall del llindar de pobresa.

## Poblacions més properes
El següent diagrama mostra les poblacions més properes.